# Marjory Wardrop
Marjory Scott Wardrop (ur. 11 listopada 1869 w Londynie, zm. 7 grudnia 1909 w Bukareszcie) – angielska tłumaczka literatury gruzińskiej.

## Życiorys
Była jedyną córką i najmłodszym dzieckiem Thomasa Caldwella Wardropa i jego żony Marjory Cameron Scott. Jej najstarszy brat Olivier Wardrop był brytyjskim dyplomatą. Uczyła się w prywatnych szkołach w Chislehurst i Eastbourne. Znała sześć języków: francuski, niemiecki, rosyjski, rumuński, włoski i gruziński. Języka gruzińskiego nauczyła się po tym jak Olivier w 1888 roku opublikował książkę The Kingdom of Georgia: Notes of Travel in a Land of Women, Wine and Song. W grudniu 1884 roku po raz pierwszy wyjechała do Gruzji z matką i Olivierem. Drugą podróż w 1896 roku odbyła z rodzicami i drugim bratem Thomasem. Po powrocie podjęła decyzję o rozpoczęciu pierwszego tłumaczenia na język angielski Rycerza w tygrysiej skórze, średniowiecznego gruzińskiego poematu autorstwa Szota Rustaweliego. Rękopis jej tłumaczenia jest przechowywany w Bibliotece Bodlejańskiej w Oxfordzie. Jej tłumaczenie zostało opublikowane już po jej śmierci w 1912 roku przez Olivera Wardropa w Londynie. Wspólnie z Olivierem przetłumaczyła O mądrości rzeczy zmyślonych Sulchana Saby Orbelianiego i Life of Saint Nino.
Marjory korespondowała z gruzińskimi naukowcami pracującymi w Rosji Aleksandrem Chachanowem i Aleksandrem Cagarieli. Kolekcjonowała gruzińskie czasopisma, książki i rękopisy. Po jej śmierci zostały one przekazane przez Oliviera do Biblioteki Bodlejańskiej i stały się podstawą istniejącej tam kolekcji Wardropów. Korespondowała z gruzińską pisarką Anastasiją Tumaniszwili-Cerietieli oraz z innym gruzińskim pisarzem Ivanem Machabeli. Przyjaźniła się z rodziną Ilii Czawczawadze, żoną Olgą i siostrą Jelizawiettą. Od 1895 roku do śmierci Marjory towarzyszyła bratu Olivierowi, gdy ten wstąpił do służby dyplomatycznej. W latach 1895–1902 mieszkała w Kerczu w Rosji, w 1899 w Sewastopolu, a 1903–1905 w Sankt Petersburgu oraz krótko w Tunisie, na Haiti i w Polsce. Od 1906 roku mieszkała w Bukareszcie, gdzie Olivier pełnił funkcję konsula generalnego. Tam zmarła w 1909 roku. Została pochowana w grobie rodzinnym na cmentarzu parafialnym św. Mikołaja w Sevenoaks w Kencie.

## Upamiętnienie
- Po śmierci Marjory jej brat Oliver Wardrop założył Fundację Marjory Wardrop na Uniwersytecie Oksfordzkim. Zajmował się on powiększaniem kolekcji gruzińskich książek i rękopisów w bibliotece (m.in. pokrył on połowę ceny zakupu w 1949 roku jednego z dwóch rękopisów będących w posiadaniu biblioteki Rycerza w tygrysiej skórze, który został wpisany na listę UNESCO Pamięć Świata[5]), publikacjami prac o Gruzji, wspieraniem brytyjskich studentów pragnących poznawać literaturę i historię Gruzji[6]
- 18 października 2015 roku w Tbilisi został odsłonięty pomnik Marjory i Olivera autorstwa Jumber Jikii na placu Olivera Wardropa[7].
- Od 2014 roku imię Oliviera i Marjory nadano gabinetowi w Bibliotece Narodowej w Tbilisi[8]
- W lutym 2019 roku w Bibliotece Bodlejańskiej rozpoczęto obchody 150. rocznicy urodzin Marjory Wardrop. W uroczystości wzięła udział ambasador Gruzji w Wielkiej Brytanii Tamar Beruchashvili, która mówiła o znaczeniu Marjory dla stosunków pomiędzy Gruzją a Wielką Brytanią[9].